# Seuss (cràter)
Seuss és un cràter d'impacte en el planeta Mercuri de 64 km de diàmetre. Porta el nom de l'escriptor i il·lustrador estatunidenc Theodor Seuss Geisel (1904-1991), i el seu nom va ser aprovat per la Unió Astronòmica Internacional el 2012.